# Edgar Hayes
Edgar Junius Hayes (23 de mayo de 1902 - 28 de junio de 1979) fue un pianista y director de orquesta de jazz estadounidense.

## Biografía
Nacido en Lexington (Kentucky), Hayes asistió a la Universidad de Wilberforce, donde se graduó en música a principios de la década de 1920. En 1922, realizó una gira con Fess Williams y formó su propio grupo, Blue Grass Buddies, en Ohio en 1924. En 1925, tocó con Lois Deppe, y más tarde lideró los grupos Eight Black Pirates y Symphonic Harmonists.
De 1931 a 1936, Hayes tocó y arregló para la Mills Blue Rhythm Band. Entre 1937 y 1941 volvió a dirigir su propia orquesta contando con el batería Kenny Clarke entre sus componentes. Su grabación más popular fue una versión de la canción "Stardust" y la grabación original del popular tema "In the Mood" que luego fue versionada por Glenn Miller, ambas canciones fueron grabadas en 1938. Se mudó a California en 1942 y dirigió un cuarteto allí durante la mayor parte de la década. Posteriormente inició una carrera en solitario que continuó hasta la década de 1970.
Murió en San Bernardino (California), en 1979.